# Мендоса, Родри
Родриго «Родри» Мендоса Мартинес-Мойя (исп. Rodrigo "Rodri" Mendoza Martínez-Moyá; род. 15 марта 2005 года в Молина-де-Сегура, Испания) — испанский футболист, полузащитник клуба «Эльче».

## Клубная карьера
Родри начинал карьеру в скромных коллективах «Альторреаль», «Сан-Мигель» и «Ранеро», а в 2019 году присоединился к юношеской команде «Эльче». Он дебютировал во взрослом футболе в составе второй команды клуба «Эльче Илиситано» в Терсере, выйдя на замену в матче против «Бениганим» 16 октября 2021 года. 12 ноября 2022 года Родри впервые сыграл за первый состав «Эльче», заменив Хосана на 61-й минуте встречи с «Алькорой» в Кубке Испании. Неделю спустя он заключил с клубом первый профессиональный контракт сроком на 3 года. В том сезоне команда выступала в Примере, однако полузащитник там не сыграл.
Накануне сезона 2023/24 Родри был переведён в первую команду «Эльче». 30 сентября он дебютировал за клуб в Сегунде, выйдя на замену вместо Фиделя на 75-й минуте игры с «Леванте». По итогам сезона на его счету были 23 сыгранные встречи и 1 забитый гол. Большую часть сезона 2024/25 Родри был важным игроком команды, однако ближе к концовке заметно сдал и угодил в запас. Тем не менее, по итогам сезона «Эльче» вернулся в класс сильнейших, а полузащитник, отыгравший половину матчей Сегунды и принявший активное участие в кубковой кампании, привлёк внимание мадридского «Реала».

## Международная карьера
Родри представлял свою страну на юношеском уровне. В 2022 году он в составе юношеской сборной Испании до 17 лет он выигрывал турнир Алгарви и принимал участие на юношеском чемпионате Европы 2022. На европейском первенстве Родри сыграл в первой игре группового этапа с юношеской сборной Турции, а также последнем матче этой стадии против юношеской сборной Сербии. Всего за эту сборную полузащитник провёл 6 встреч, забив 1 гол. В том же году он отыграл 2 игры за юношескую сборную Испании до 18 лет, отметившись 1 забитым мячом. В 2024 году Родри сыграл 2 товарищеских матча в составе юношеской сборной Испании до 19 лет.

## Достижения
Сборная Испании (до 17 лет)
- Победитель турнира Алгарви (1): 2022